# Mistrzostwa Europy w snookerze
Mistrzostwa Europy w Snookerze EBSA to najważniejszy amatorski turniej snookera w Europie. Cykl wydarzeń jest sankcjonowany przez European Billiards & Snooker Association (Europejskie Stowarzyszenie Bilarda i Snookera). Po raz pierwszy wydarzenie odbyło się w 1988 roku, a od 1993 roku odbywa się corocznie. W większości lat zwycięzca turnieju kwalifikuje się do dwóch kolejnych sezonów World Snooker Tour.

## Finały mężczyzn
| Rok  | Miejsce             | Zwycięzca         | Finalista             | Wynik | Przypisy      |
| ---- | ------------------- | ----------------- | --------------------- | ----- | ------------- |
| 1988 | Scheveningen        | Stefan Mazrocis   | Paul Mifsud           | 11–7  | [ 5 ] [ 6 ]   |
| 1993 | Helsinki            | Neil Mosley       | Robin Hull            | 8–6   | [ 7 ]         |
| 1994 | Budapeszt           | Danny Lathouwers  | Stefan van der Borght | 8–2   | [ 8 ]         |
| 1995 | Belfast             | David Lilley      | David Gray            | 8–7   | [ 9 ]         |
| 1996 | Antwerpia           | Graham Horne      | Kristján Helgason     | 8–5   | [ 10 ] [ 11 ] |
| 1997 | Biarritz            | Robin Hull        | Kristján Helgason     | 7–3   | [ 12 ] [ 13 ] |
| 1998 | Helsinki            | Kristján Helgason | Alex Borg             | 7–2   | [ 14 ] [ 15 ] |
| 1999 | Enschede            | Bjorn Haneveer    | David Bell            | 7–0   | [ 16 ] [ 17 ] |
| 2000 | Stirling            | Craig Butler      | Bjorn Haneveer        | 7–3   | [ 18 ] [ 19 ] |
| 2001 | Ryga                | Bjorn Haneveer    | Kurt Maflin           | 7–6   | [ 20 ]        |
| 2002 | Kalisz              | David John        | David McLellan        | 7–2   | [ 21 ] [ 22 ] |
| 2003 | Bad Wildungen       | David John        | Andrew Pagett         | 7–3   | [ 23 ] [ 24 ] |
| 2004 | Völkermarkt         | Mark Allen        | Alex Borg             | 7–6   | [ 25 ] [ 26 ] |
| 2005 | Ostrów Wielkopolski | Alex Borg         | Kristján Helgason     | 7–2   | [ 27 ] [ 28 ] |
| 2006 | Konstanca           | Alex Borg         | Jeff Cundy            | 7–5   | [ 29 ] [ 30 ] |
| 2007 | Carlow              | Kevin Van Hove    | Rodney Goggins        | 7–2   | [ 31 ] [ 32 ] |
| 2008 | Lublin              | David Grace       | Craig Steadman        | 7–6   | [ 33 ] [ 34 ] |
| 2009 | Duffel              | David Hogan       | Mario Fernandez       | 7–4   | [ 35 ] [ 36 ] |
| 2010 | Bukareszt           | Luca Brecel       | Roy Stolk             | 7–4   | [ 37 ] [ 38 ] |
| 2011 | Sofia               | Daniel Wells      | Vincent Muldoon       | 7–4   | [ 39 ] [ 40 ] |
| 2012 | Dyneburg            | Scott Donaldson   | Brendan O'Donoghue    | 7–3   | [ 39 ] [ 41 ] |
| 2013 | Zielona Góra        | Robin Hull        | Gareth Allen          | 7–2   | [ 42 ] [ 43 ] |
| 2014 | Sofia               | Mitchell Mann     | John Whitty           | 7–2   | [ 44 ] [ 45 ] |
| 2015 | Praga               | Michael Wild      | Jamie Clarke          | 7–4   | [ 46 ] [ 47 ] |
| 2016 | Wrocław             | Jak Jones         | Jamie Clarke          | 7–4   | [ 48 ] [ 49 ] |
| 2017 | Nikozja             | Chris Totten      | Andres Petrov         | 7–3   | [ 50 ] [ 51 ] |
| 2018 | Sofia               | Harvey Chandler   | Jordan Brown          | 7–2   | [ 52 ] [ 53 ] |
| 2019 | Ejlat               | Kacper Filipiak   | David Lilley          | 5–4   | [ 54 ] [ 55 ] |
| 2020 | Albufeira           | Andrew Pagett     | Heikki Niva           | 5–2   | [ 56 ] [ 57 ] |
| 2021 | Albufeira           | Oliver Brown      | Ivan Kakovskii        | 5–4   | [ 58 ] [ 59 ] |
| 2022 | Shëngjin            | Andres Petrov     | Ben Mertens           | 5–3   | [ 60 ] [ 61 ] |
| 2023 | Saint Paul’s Bay    | Ross Muir         | Michael Collumb       | 5–1   | [ 62 ] [ 63 ] |
| 2024 | Sarajewo            | Robbie McGuigan   | Craig Steadman        | 5–4   | [ 64 ] [ 65 ] |
| 2025 | Antalya             | Liam Highfield    | Michał Szubarczyk     | 5-0   | [ 66 ]        |

### Mistrzowie według kraju
| Kraj              | Liczba tytułów | Pierwszy tytuł | Ostatni tytuł |
| ----------------- | -------------- | -------------- | ------------- |
| Anglia            | 10             | 1988           | 2025          |
| Belgia            | 5              | 1994           | 2010          |
| Walia             | 5              | 2002           | 2020          |
| Szkocja           | 4              | 1996           | 2023          |
| Finlandia         | 2              | 1997           | 2013          |
| Malta             | 2              | 2005           | 2006          |
| Irlandia Północna | 2              | 2004           | 2024          |
| Islandia          | 1              | 1998           | 1998          |
| Irlandia          | 1              | 2009           | 2009          |
| Polska            | 1              | 2019           | 2019          |
| Estonia           | 1              | 2022           | 2022          |

## Finały kobiet
| Rok  | Miejsce                | Zwycięzca              | Finalista              | Wynik                  | Przypisy               |
| ---- | ---------------------- | ---------------------- | ---------------------- | ---------------------- | ---------------------- |
| 1996 | Antwerpia              | Kelly Fisher           | Karen Corr             | 6–3                    | [ 67 ]                 |
| 1997 | Biarritz               | Kelly Fisher           | Kim Shaw               | 5–3                    | [ 68 ]                 |
| 1998 | Helsinki               | Karen Corr             | Kelly Fisher           | 5–2                    | [ 69 ]                 |
| 1999 | Enschede               | Kelly Fisher           | Wendy Jans             | 5–2                    | [ 70 ]                 |
| 2000 | Stirling               | Kelly Fisher           | Wendy Jans             | 5–0                    | [ 71 ]                 |
| 2001 | Ryga                   | Kelly Fisher           | Wendy Jans             | 5–3                    | [ 72 ]                 |
| 2002 | Kalisz                 | Kelly Fisher           | Wendy Jans             | 5–0                    | [ 73 ]                 |
| 2003 | Bad Wildungen          | Kelly Fisher           | Wendy Jans             | 5–4                    | [ 74 ]                 |
| 2004 | Völkermarkt            | Wendy Jans             | Reanne Evans           | 5–3                    | [ 75 ]                 |
| 2005 | Ostrów Wielkopolski    | Wendy Jans             | Katie Henrick          | 5–3                    | [ 76 ]                 |
| 2006 | Konstanca              | Wendy Jans             | Isabelle Jonckheere    | 5–0                    | [ 77 ]                 |
| 2007 | Carlow                 | Reanne Evans           | Wendy Jans             | 5–2                    | [ 78 ]                 |
| 2008 | Lublin                 | Reanne Evans           | Emma Bonney            | 5–3                    | [ 79 ]                 |
| 2009 | Duffel                 | Wendy Jans             | Anna Mażyryna          | 5–0                    | [ 80 ]                 |
| 2010 | Bukareszt              | Wendy Jans             | Diana Stateczny        | 5–3                    | [ 81 ]                 |
| 2011 | Sofia                  | Wendy Jans             | Tatjana Vasiljeva      | 5–1                    | [ 82 ]                 |
| 2012 | Dyneburg               | Tatjana Vasiljeva      | Wendy Jans             | 5–4                    | [ 83 ]                 |
| 2013 | Zielona Góra           | Wendy Jans             | Anastazja Neczajewa    | 5–1                    | [ 84 ]                 |
| 2014 | Sofia                  | Wendy Jans             | Anastazja Neczajewa    | 5–0                    | [ 85 ]                 |
| 2015 | Praga                  | Wendy Jans             | Daria Sirotina         | 5–0                    | [ 86 ]                 |
| 2016 | Wilno                  | Wendy Jans             | Daria Sirotina         | 5–4                    | [ 87 ]                 |
| 2017 | Shëngjin               | Wendy Jans             | Anna Prysazhnuka       | 5–1                    | [ 88 ]                 |
| 2018 | Bukareszt              | Wendy Jans             | Cathy Dehaene          | 4–0                    | [ 89 ]                 |
| 2019 | Belgrad                | Diana Stateczny        | Anastazja Neczajewa    | 4–2                    | [ 90 ]                 |
| 2020 | Turnieju nie rozegrano | Turnieju nie rozegrano | Turnieju nie rozegrano | Turnieju nie rozegrano | Turnieju nie rozegrano |
| 2021 | Albufeira              | Wendy Jans             | Jamie Hunter           | 4–1                    | [ 91 ]                 |
| 2022 | Shëngjin               | Wendy Jans             | Diana Stateczny        | 4–1                    | [ 92 ]                 |
| 2023 | Albena                 | Anna Prysazhnuka       | Wendy Jans             | 4–3                    | [ 93 ]                 |
| 2024 | Albufeira              | Rebecca Kenna          | Anna Prysazhnuka       | 4–1                    | [ 94 ]                 |